# Axel Kárason
Axel Kárason (Sauðárkrókur, 11 febbraio 1983) è un cestista islandese.

## Carriera
Ha trascorso la prima parte della sua carriera con Tindastóll e Skallagrímur. È stato un giocatore chiave nella squadra dello Skallagrímur che ha partecipato alle finali di Úrvalsdeild 2006 dove ha perso contro Njarðvík.
Con l'Islanda ha disputato i Campionati europei del 2015.

## Palmarès
- Campionato islandese: 1

Tindastoll: 2022-23
- Coppa d'Islanda: 1

Tindastóll: 2018